# والتر ويلر (سياسي)
والتر ويلر هو سياسي أمريكي، ولد في 23 نوفمبر 1925 في مانشستر في الولايات المتحدة، وتوفي في 14 فبراير 2017 في Kittery, Maine ‏ في الولايات المتحدة. نشط حزبياً في الحزب الديمقراطي. وقد انتخب عضو مجلس نواب مين ‏.